# Toxorhynchites albipes
Toxorhynchites albipes är en tvåvingeart som först beskrevs av Edwards 1922.  Toxorhynchites albipes ingår i släktet Toxorhynchites och familjen stickmyggor. Inga underarter finns listade i Catalogue of Life.